# (1766) Slipher
(1766) Slipher est un astéroïde de la ceinture principale, découvert à l'observatoire Goethe Link près de Brooklyn, dans l'Indiana.
Il est nommé d'après l'astronome américain Vesto Slipher.